# 卡特丽·海伦娜

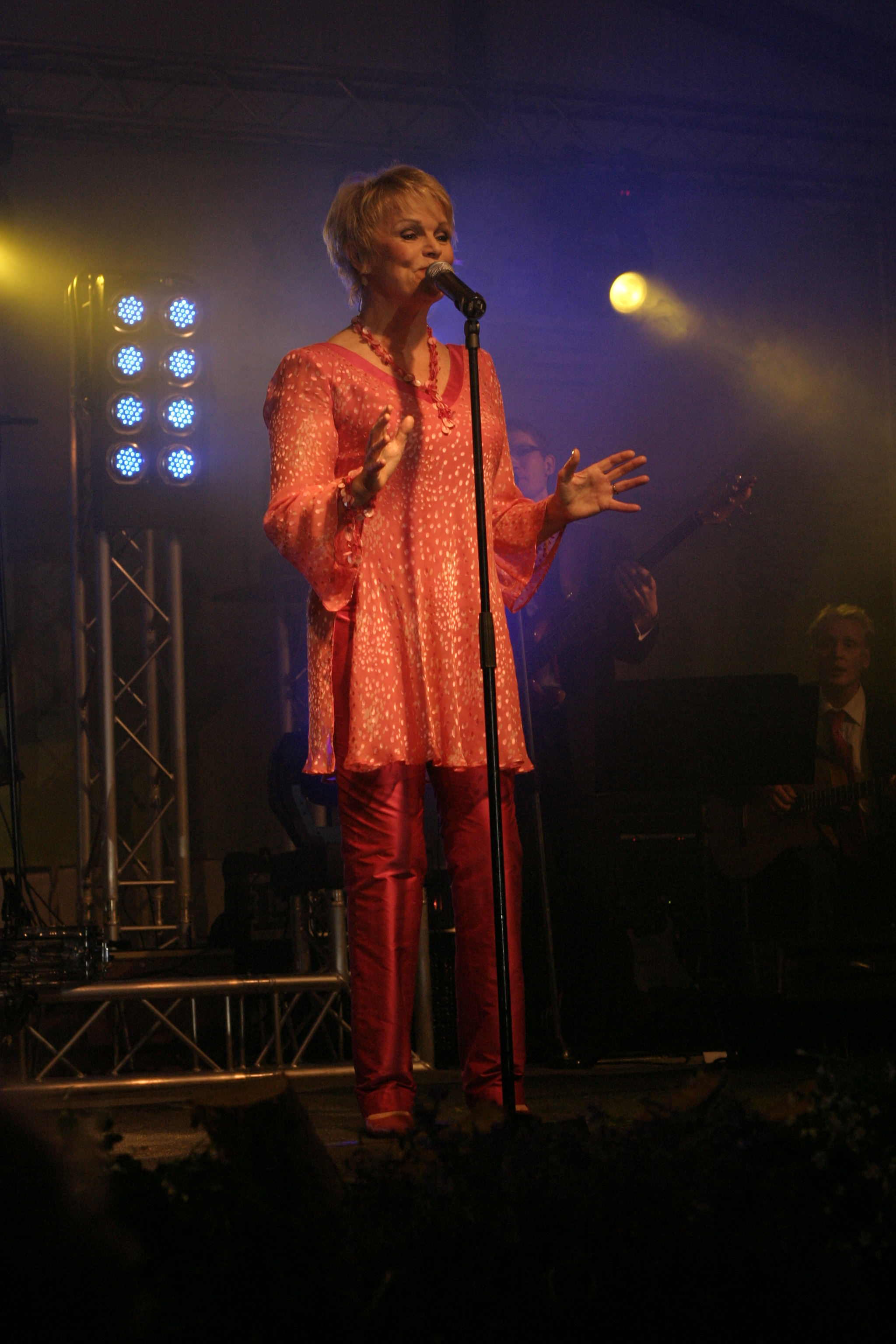
2007年夏季时的卡特丽·海伦娜

卡特丽·海伦娜·卡拉奥亚（芬蘭語：Katri Helena Kalaoja，娘家姓为科伊斯蒂宁/Koistinen；1945年8月17日—），芬兰歌手，出生于芬兰托赫马耶尔维。

## 职业生涯
卡特丽·海伦娜在1963年发行了她的首批歌曲，并自此之后售出了超过63万张专辑。在芬兰她是排在麦当娜之后的第二位畅销的女独唱歌手，也排在芬兰市场上20位最畅销的音乐艺术家之内。她曾两次代表芬兰参加了欧洲歌唱大赛（1979年和1993年）。她也曾在1969年参加了索波特国际歌唱节。

## 个人生活
卡特丽·海伦娜结过三次婚。她同她丈夫蒂莫·卡拉奥亚（Timo Kalaoja）有两个女儿和一个儿子。蒂莫在1988年因心脏病发作而去世，她因此深受打击，并在四年内远离公众视线和停止演出及录音。1997年与帕努·拉亚拉结婚。她的唯一儿子尤哈·卡拉奥亚（Juha Kalaoja）在2009年4月29日去世，年仅33岁。